# Sportman van het jaar (Nederland)

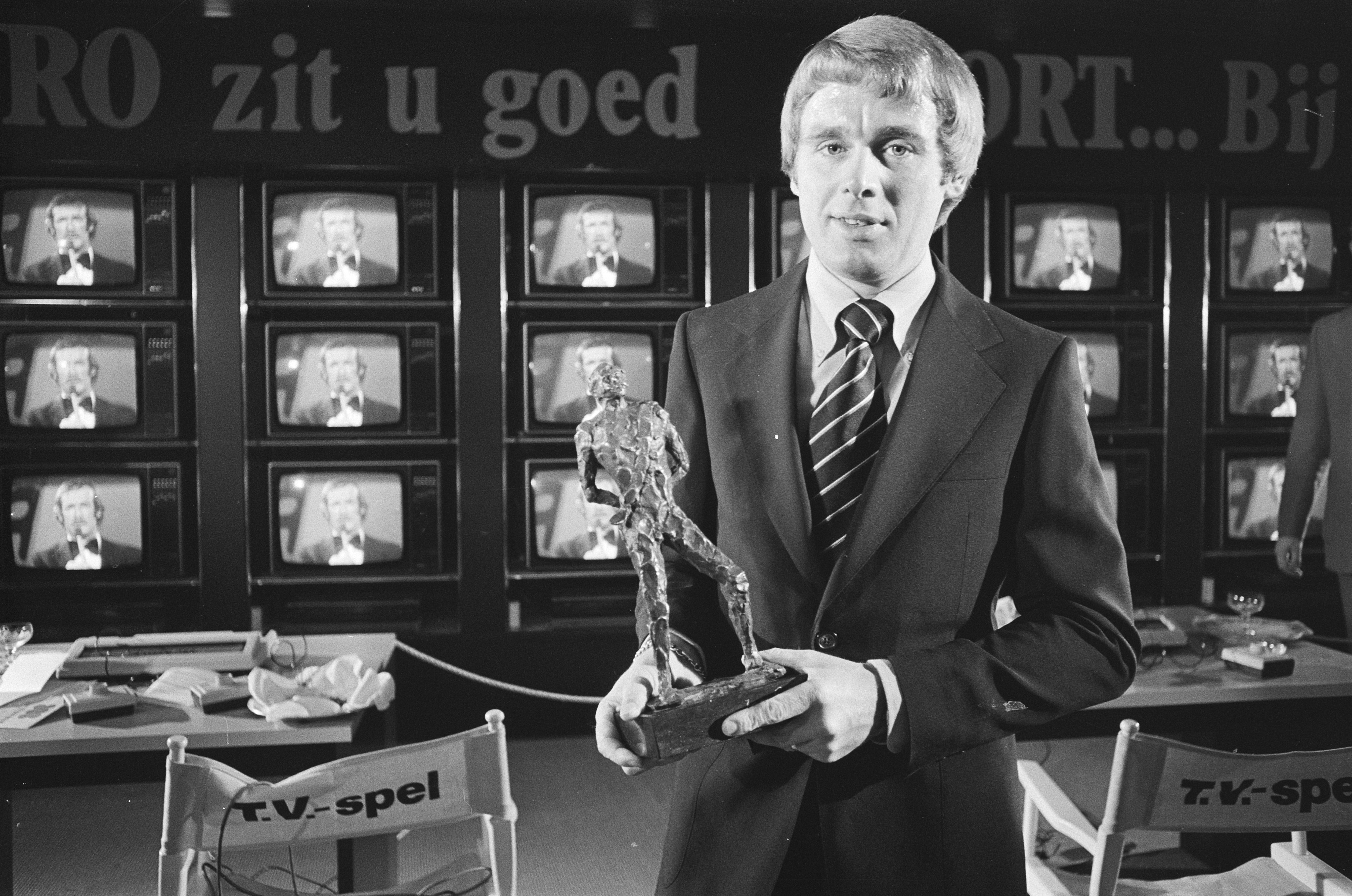
Hennie Kuiper, Sportman van het jaar 1977, met de Jaap Eden.

De titel Sportman van het jaar wordt sinds 1951 jaarlijks toegekend aan een Nederlandse sporter tijdens een sportgala.
De verkiezing was een initiatief van de AVRO, in de persoon van Tom Schreurs (1896-1956). De winnaar werd aanvankelijk bepaald in een verkiezing door sportjournalisten. In de eerste jaren werd deze onderscheiden met de Tom Schreurs-herinneringsbeker. Sinds 1972 ontvangt de winnaar een bronzen beeldje van de hand van Jits Bakker: de Jaap Eden. Vanaf 1997 wordt de verkiezing georganiseerd door de NOS. Een vakjury nomineert een aantal kandidaten en daaruit wordt een winnaar gekozen door Nederlandse topsporters. De meest onderscheiden sportmannen zijn Anton Geesink, Ard Schenk en Epke Zonderland, die deze trofee vier keer wonnen.
Van 1951 tot 1958 was er nog geen onderscheid tussen Sportman en Sportvrouw van het jaar. Een overzicht daarvan is hieronder eerst weergegeven en daarna de lijst van Sportman van het Jaar.

## Overzicht winnaars

### Sporter van het Jaar
| Jaar | Winnaar         | Discipline |
| ---- | --------------- | ---------- |
| 1951 | Abe Lenstra     | Voetbal    |
| 1952 | Abe Lenstra     | Voetbal    |
| 1953 | Arie van Vliet  | Wielrennen |
| 1954 | Geertje Wielema | Zwemmen    |
| 1955 | Mary Kok        | Zwemmen    |
| 1956 | Klaas Boot      | Turnen     |
| 1957 | Anton Geesink   | Judo       |
| 1958 | Gerrit Schulte  | Wielrennen |

### Sportman van het Jaar
| Jaar | Winnaar                          | Discipline     |
| ---- | -------------------------------- | -------------- |
| 1959 | Arie van Houwelingen             | Wielrennen     |
| 1960 | Eef Kamerbeek                    | Atletiek       |
| 1961 | Anton Geesink Henk van der Grift | Judo Schaatsen |
| 1962 | Henk Nijdam                      | Wielrennen     |
| 1963 | Peter Post                       | Wielrennen     |
| 1964 | Anton Geesink                    | Judo           |
| 1965 | Anton Geesink                    | Judo           |
| 1966 | Ard Schenk Kees Verkerk          | Schaatsen      |
| 1967 | Kees Verkerk                     | Schaatsen      |
| 1968 | Jan Janssen                      | Wielrennen     |
| 1969 | Tom Okker                        | Tennis         |
| 1970 | Ard Schenk                       | Schaatsen      |
| 1971 | Ard Schenk                       | Schaatsen      |
| 1972 | Ard Schenk                       | Schaatsen      |
| 1973 | Johan Cruijff                    | Voetbal        |
| 1974 | Johan Cruijff                    | Voetbal        |
| 1975 | Jos Hermens                      | Atletiek       |
| 1976 | Piet Kleine                      | Schaatsen      |
| 1977 | Hennie Kuiper                    | Wielrennen     |
| 1978 | Gerrie Knetemann                 | Wielrennen     |
| 1979 | Jan Raas                         | Wielrennen     |

| Jaar | Winnaar                           | Discipline            |
| ---- | --------------------------------- | --------------------- |
| 1980 | Joop Zoetemelk                    | Wielrennen            |
| 1981 | Hennie Stamsnijder                | Veldrijden            |
| 1982 | Gerard Nijboer                    | Atletiek              |
| 1983 | Rob Druppers                      | Atletiek              |
| 1984 | Stephan van den Berg              | Windsurfen            |
| 1985 | Joop Zoetemelk                    | Wielrennen            |
| 1986 | Hein Vergeer                      | Schaatsen             |
| 1987 | Ruud Gullit                       | Voetbal               |
| 1988 | Steven Rooks                      | Wielrennen            |
| 1989 | Leo Visser                        | Schaatsen             |
| 1990 | Erik Breukink                     | Wielrennen            |
| 1991 | Arnold Vanderlyde Edwin Jongejans | Boksen Schoonspringen |
| 1992 | Bart Veldkamp                     | Schaatsen             |
| 1993 | Falko Zandstra                    | Schaatsen             |
| 1994 | Regilio Tuur                      | Boksen                |
| 1995 | Danny Nelissen                    | Wielrennen            |
| 1996 | Richard Krajicek                  | Tennis                |
| 1997 | Marcel Wouda                      | Zwemmen               |
| 1998 | Gianni Romme                      | Schaatsen             |
| 1999 | Pieter van den Hoogenband         | Zwemmen               |
| 2000 | Pieter van den Hoogenband         | Zwemmen               |
| 2001 | Erik Dekker                       | Wielrennen            |

| Jaar | Winnaar                               | Discipline                            |
| ---- | ------------------------------------- | ------------------------------------- |
| 2002 | Jochem Uytdehaage                     | Schaatsen                             |
| 2003 | Erben Wennemars                       | Schaatsen                             |
| 2004 | Pieter van den Hoogenband             | Zwemmen                               |
| 2005 | Yuri van Gelder                       | Turnen                                |
| 2006 | Theo Bos                              | Wielrennen                            |
| 2007 | Sven Kramer                           | Schaatsen                             |
| 2008 | Maarten van der Weijden               | Zwemmen                               |
| 2009 | Epke Zonderland                       | Turnen                                |
| 2010 | Mark Tuitert                          | Schaatsen                             |
| 2011 | Epke Zonderland                       | Turnen                                |
| 2012 | Epke Zonderland                       | Turnen                                |
| 2013 | Epke Zonderland                       | Turnen                                |
| 2014 | Arjen Robben                          | Voetbal                               |
| 2015 | Sjinkie Knegt                         | Shorttrack                            |
| 2016 | Max Verstappen                        | Autosport                             |
| 2017 | Tom Dumoulin                          | Wielrennen                            |
| 2018 | Kjeld Nuis                            | Schaatsen                             |
| 2019 | Mathieu van der Poel                  | Wielrennen                            |
| 2020 | Geen verkiezing wegens coronapandemie | Geen verkiezing wegens coronapandemie |
| 2021 | Max Verstappen                        | Autosport                             |
| 2022 | Max Verstappen                        | Autosport                             |
| 2023 | Mathieu van der Poel                  | Wielrennen                            |
| 2024 | Harrie Lavreysen                      | Wielrennen                            |

### Meest gewonnen
|   | Sporter                   | Aantal |
| - | ------------------------- | ------ |
| 1 | Anton Geesink             | 4      |
| 1 | Ard Schenk                | 4      |
| 1 | Epke Zonderland           | 4      |
| 4 | Pieter van den Hoogenband | 3      |
| 4 | Max Verstappen            | 3      |
| 6 | Johan Cruijff             | 2      |
| 6 | Abe Lenstra               | 2      |
| 6 | Kees Verkerk              | 2      |
| 6 | Joop Zoetemelk            | 2      |
| 6 | Mathieu van der Poel      | 2      |

|    | Discipline     | Aantal |
| -- | -------------- | ------ |
| 1  | Wielrennen     | 20     |
| 2  | Schaatsen      | 18     |
| 3  | Voetbal        | 6      |
| 4  | Turnen         | 5      |
| 4  | Zwemmen        | 5      |
| 6  | Atletiek       | 4      |
| 6  | Judo           | 4      |
| 8  | Autosport      | 3      |
| 9  | Boksen         | 2      |
| 9  | Tennis         | 2      |
| 11 | Schoonspringen | 1      |
| 11 | Veldrijden     | 1      |
| 11 | Windsurfen     | 1      |
| 11 | Shorttrack     | 1      |

## Galerij

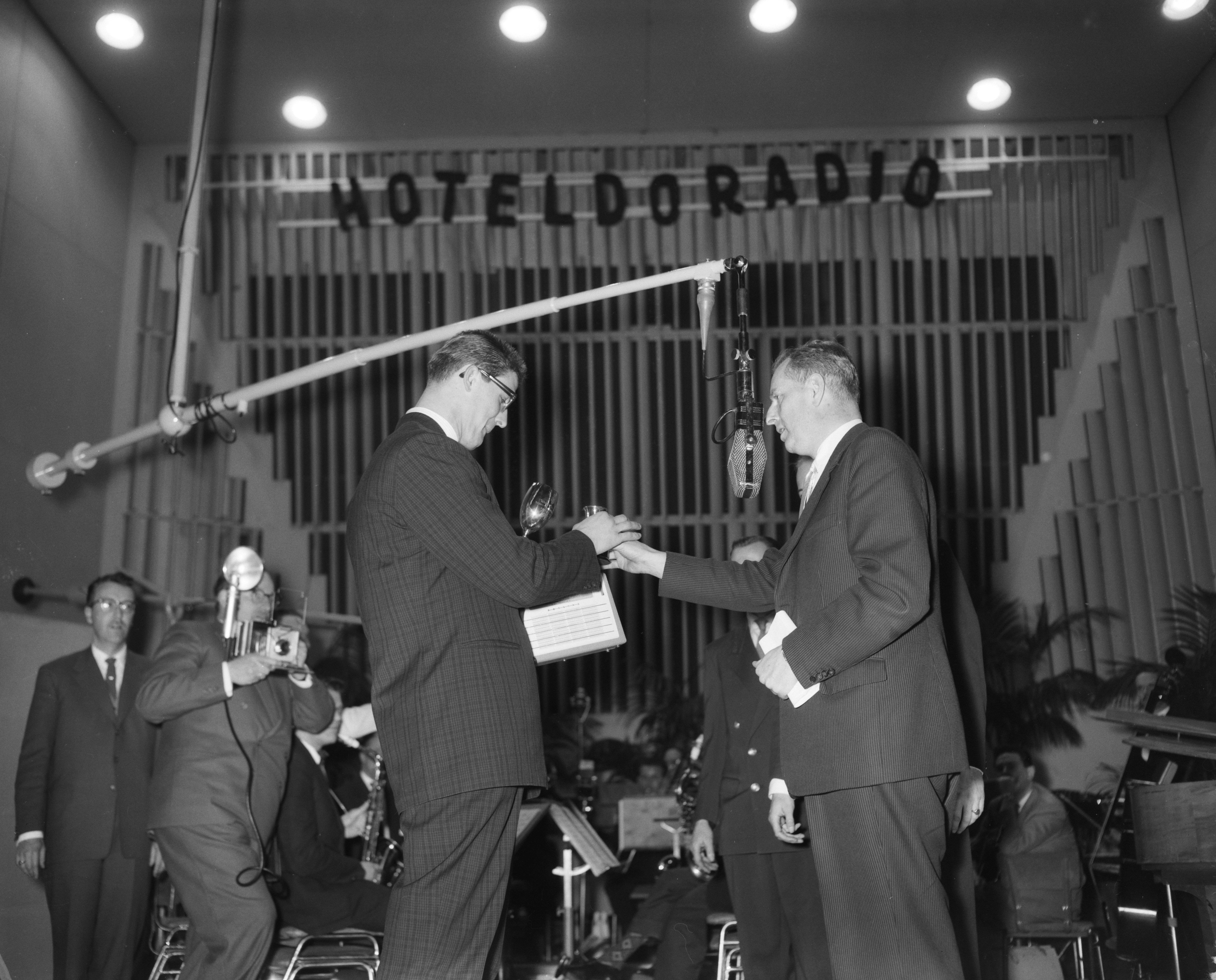
Anton Geesink, Sportman van het jaar 1957
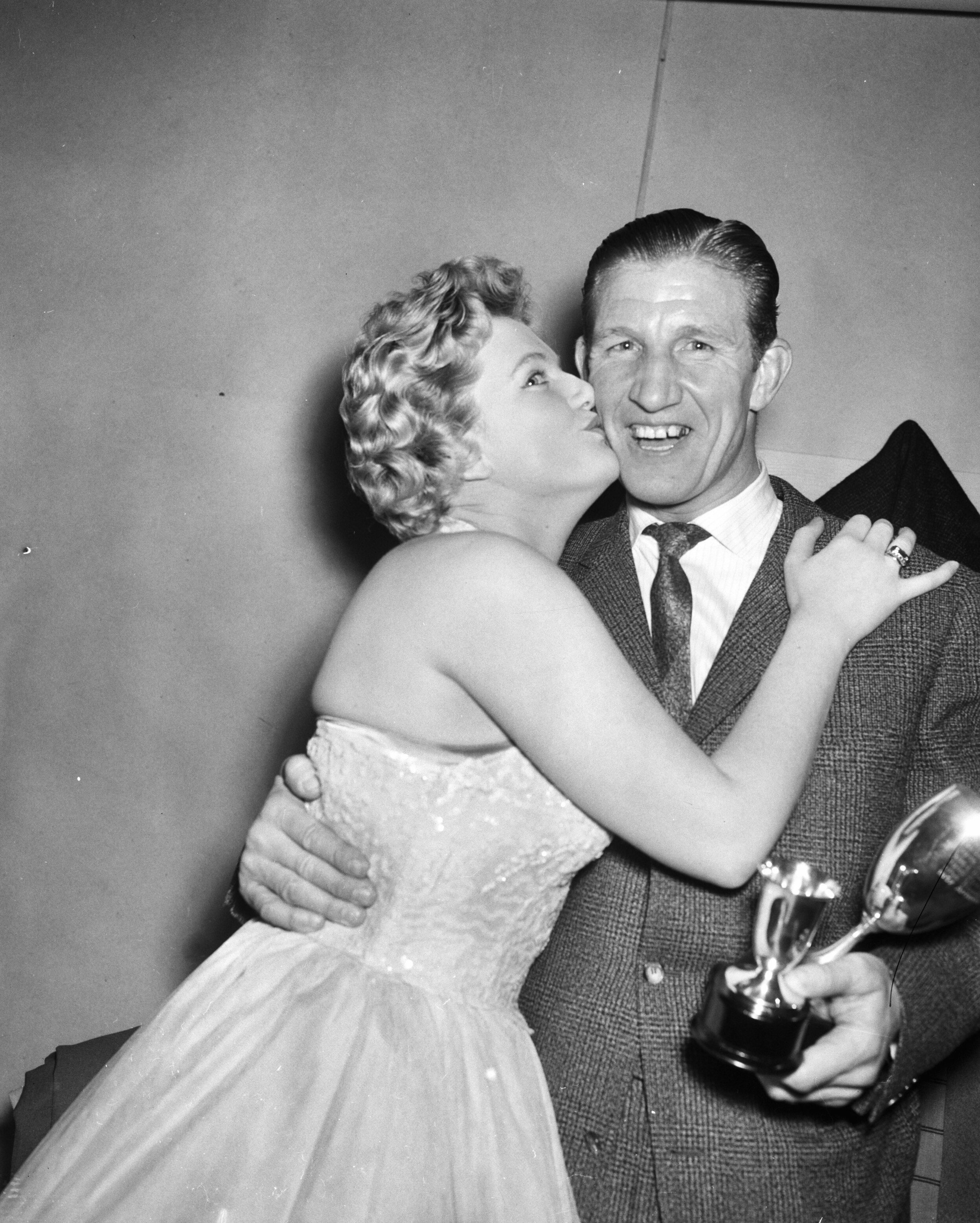
Gerrit Schulte met zangeres Mieke Telkamp
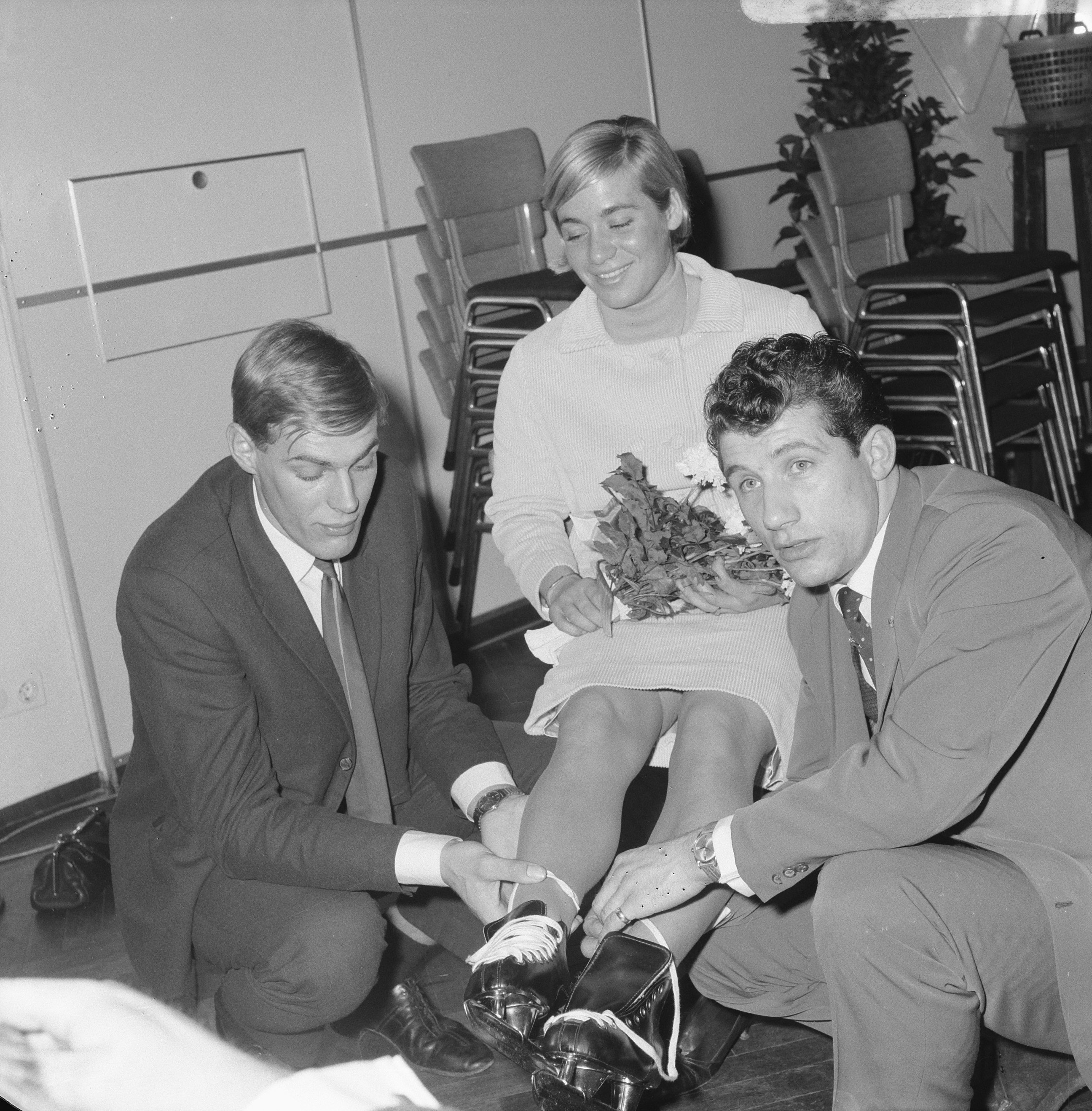
Ard Schenk en Kees Verkerk, Sportmannen van het jaar 1966, en Betty Heukels
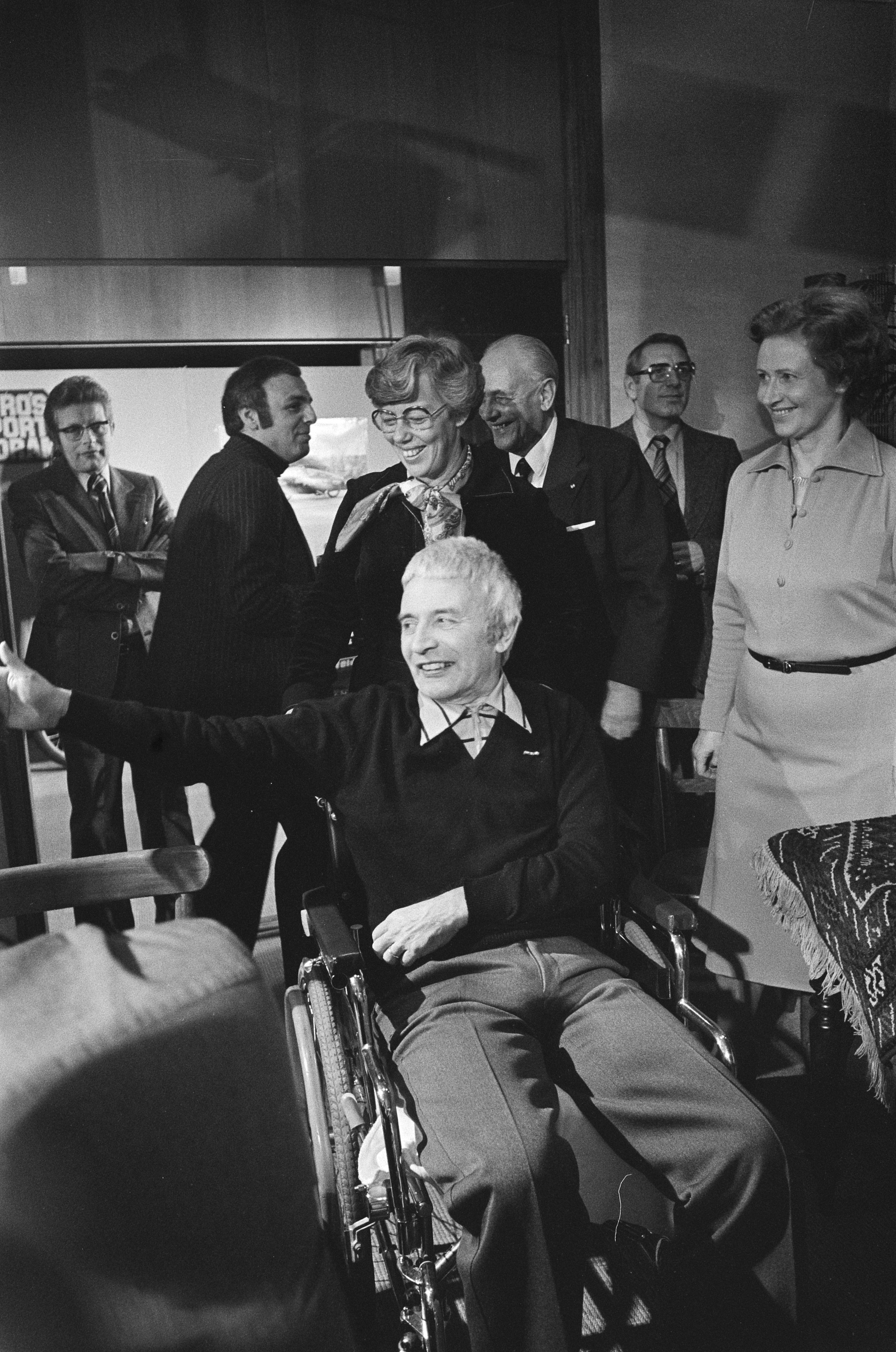
De eerste Sportman van het jaar, Abe Lenstra, bij de verkiezing in 1978
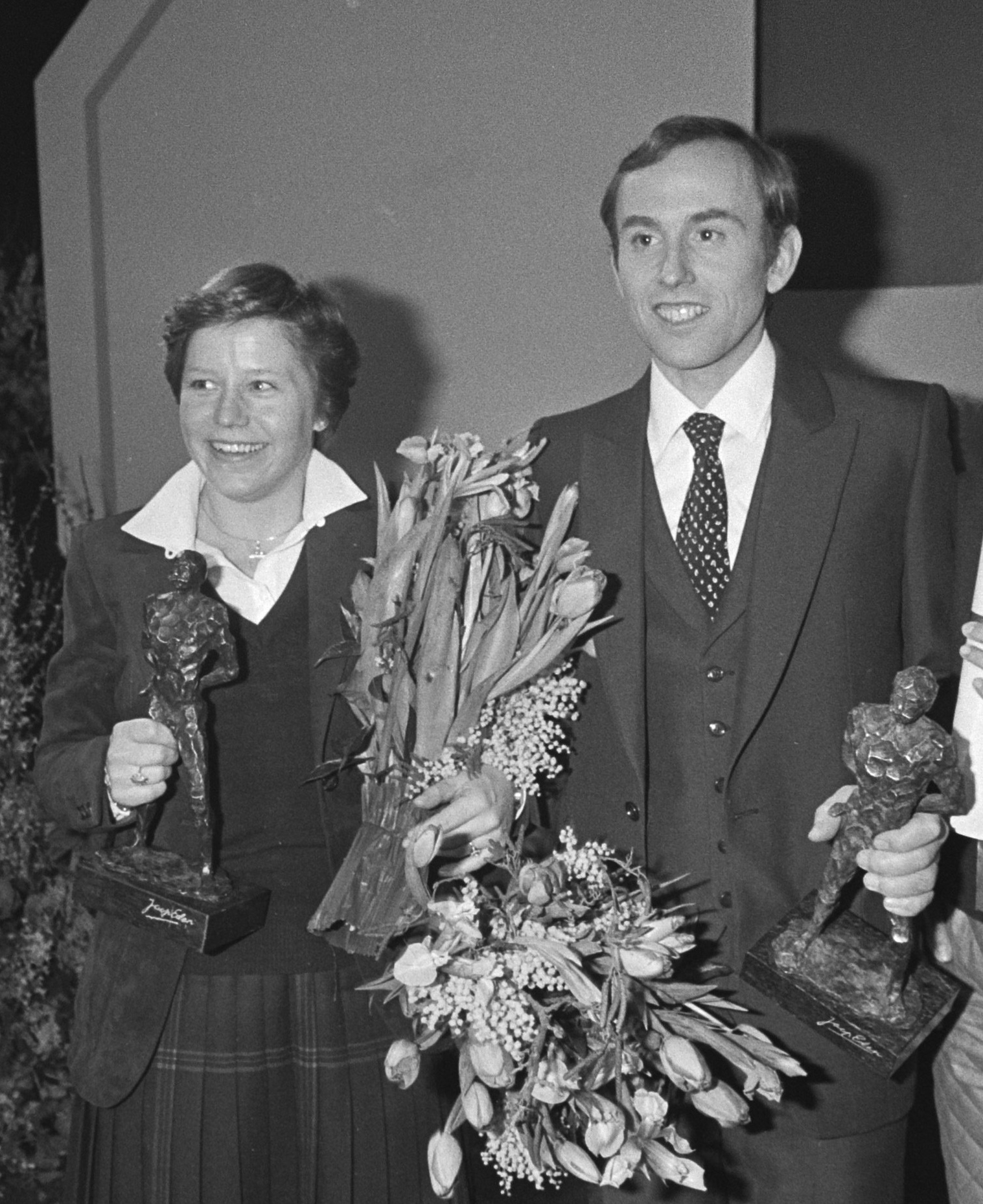
Joop Zoetemelk en Annie Borckink